# 붕괴3rd
붕괴3rd(중국어: 崩壞3rd)는 중화인민공화국의 미호요가 개발 및 배급한 모바일 게임이다. 또한 붕괴3rd는 중화인민공화국에서는 2016년 10월 14일에, 일본에서는 2017년 2월 22일, 대만에서는 2017년 5월 18일, 대한민국에서는 2017년 10월 17일에 출시되었다.

## 이야기
이 세상에는 주기적으로 붕괴라고 일컫는 재난이 일어난다. 붕괴는 질병과 전염병을 몰고오며 평화로운 거리를 박살내고, 절망만 남기고 다른 타겟을 찾아 떠난다.
붕괴 중 탄생한 붕괴 괴수(붕괴수)는 엄청난 힘을 가지고 있고 사람들을 집어삼키며 활기찬 세상을 모두 절망에 빠트린다. 붕괴에 감염되면 모두 의식이 없는, 모든 것을 파괴하는 죽음의 사자가 된다. 붕괴에 저항할 수 있는 특수한 성흔이라 불리는 에너지를 받아 붕괴에 면역이 가능한 소녀들만이, 발키리 부대만이 재앙에 대항할 수 있다.
서력 2014년, 극동의 땅에서 제3차 붕괴대전이 발발한다.
소녀들은 차가운 갑옷과 무거운 무기를 들고 전장에 나간다.
-아름다운 이 세상을 위하여!

## 캐릭터
키아나 카스라나
이 게임의 주인공이다. 또한 오토 아포칼립스가 만든 인공인간이며 실험체명은 K-423이다.제 2차 붕괴 때 엄마인 세실리아 샤니아트를 잃고 테레사 아포칼립스가 거둬 성 프레이야 학원에 입학해 발키리가 된다.                     하지만 제 2율자인 시린의 장난에 휘말려 공간의 율자가 되어 자신의 친구들을 곤경에 처하게 한다.    선생님인 무라타 히메코가 몸을 희생해 키아나의 율자화를 끝낸다.
라이덴 메이
키아나 카스라나의 친구이며 이 게임의 또다른 주인공이기도 하다. 원래는 평범한 아이였는데 사고로  키아나가 중상을 입자 분노가 폭발하여 번개의 율자가 된다. 다행히도 테레사 아포칼립스의 발빠른 대처로율자화가 풀리고 성 프레이야 학원에 입학해 발키리가 된다.
브로냐 자이칙
제 2차 붕괴 때 부모님을 모두 잃고 고아가 된 아이이다. 어릴 때 시절을 쿠쿠리아 고아원에서 보내고 그곳에서 X-10 실험으로 자신이 아끼던 동생 제레 발레리를 잃고 고아원을 탈출해 키아나와 메이를 만나 성 프레이야 학원에 입학한다.
테레사 아포칼립스
성 프레이야의 학원장으로써 실험으로 탄생한 인조인간이다. 자신을 만든 주교 오토 아포칼립스를 벗어나 성 프레이야를 세우고 그곳에서 발키리를 양성한다. 또한 테레사를 만드는 과정에서 문제가 생겨    본래 나이는 43살 이지만 12살의 모습을 하고 있다.
무라타 히메코
제 2차 붕괴 때 부모님들을 모두 붕괴에 의해 잃고 자신도 붕괴에 침식되어 큰 고통을 겪는다. 다행히도 천명에 의해서 구조되어 인공성흔을 부여받고       발키리가 되어 붕괴와 싸운다. 제 3차 붕괴 당시 자신을 희생하여 키아나의 율자화를 끝냈다.
제레 발레리
브로냐 자이칙과 마찬가지로 제 2차 붕괴 때 부모님을 잃고 쿠쿠리아 고아원에 들어간다. 쿠쿠리아의 권유로 X-10 실험에 참가해 실험을 성공한 듯 보였으나 몸이 양자화되어 해체돼 양자층에 갇히고 만다.